# Thoughts of war
Thoughts of war is een studioalbum van Mark Shreeve. Albums voor Thoughts werden alleen op muziekcassette uitgebracht; Thoughts had de première dat het de eerste langspeelplaat was, die van Shreeve verscheen. De muziek is te vergelijken met de muziek die Klaus Schulze maakte in zijn begindagen. Schreeve maakte echter lang niet zoveel gebruik van de sequencers en de nummers zijn aanmerkelijk korter dan bij Schulze. Er verscheen een compact discversie van het album op een zeer klein noors platenlabel. 
De cd-oplage bestond toen uit ongeveer 300 stuks. 

## Musici
- Mark Shreeve – synthesizers, elektronica

## Muziek
| Nr. | Titel                                                                               | Duur  |
| --- | ----------------------------------------------------------------------------------- | ----- |
| 1.  | Thoughts of war, part one (Escalation; Cold emotion)                                | 15:16 |
| 2.  | Nightmare of reality                                                                | 14:41 |
| 3.  | Dream seqeunce                                                                      | 10:30 |
| 4.  | Thoughts of war, part two (Funeral in desolation; Remembrance, ...Ashes to dust...) | 18:33 |